# Estadio La Granja
Das Estadio La Granja ist ein Multifunktionsstadion in Curicó, Region Maule, Chile. Das Stadion fasst 8278 Zuschauer und ist Teil eines großen Sportkomplexes, der auch Tennisplätze, Schwimmbäder, eine Turnhalle, ein Velodrom und einige andere Sportplätze umfasst. Es ist das Heimstadion von CDP Curicó Unido und die ehemalige Heimat von Alianza de Curicó, Luis Cruz und Badminton FC.

## Geschichte
Das Stadion, das derzeit der Gemeinde Curicó gehört, hatte ursprünglich eine Kapazität von 4000 Plätzen. Am 24. Juni 1956 fand im Estadio La Granja das erste Fußballspiel statt, als CD Universidad Católica bei Alianza de Curicó in der zweiten Liga mit 3:2 gewinnen konnte. Die erste Änderung gab es im Jahr 1985, als eine Erhöhung der Zuschauerkapazität um 1200 Plätze. 2004 wurde die maximale Zuschauerzahl auf 6000 erhöht. Eine fast vollständige Rekonstruktion des Stadions wurde ab 2010 in zwei Etappen durchgeführt, um es auf internationale Standards zu bringen. Mit dem Abschluss der Arbeiten 2010 fasste das Stadion bis zu 8000 Zuschauer und beinhaltet eine LED-Anzeigetafel, VIP-Räume, Presseräume und eine Leichtathletiklaufbahn. Im Oktober 2016 wurde die Stadionkapazität auf 8278 Plätze erhöht.

## Veranstaltungen
Im Jahr 2017 wurden im Stadion vier Spiele der Gruppenphase der U17-Südamerikameisterschaft ausgetragen. 2019 fanden vier Gruppenspiele der U-20-Südamerikameisterschaft im Stadion statt. Im Juni 2019 trug die chilenische Rugby-Nationalmannschaft ein Freundschaftsspiel gegen Spanien im Estadio La Granja aus, das die Iberer mit 29:22 für sich entscheiden konnten.